# Cristina Fernández de Kirchner
Cristina Elisabeth Fernández de Kirchner (født 19. februar 1953 i La Plata i Argentina) var Argentinas præsident fra 2007 til 2015. Hun blev valgt som landets præsident den 28. oktober 2007 og tiltrådte embedet den 10. december 2007.
Hun er hustru til den tidligere præsident i Argentina, Néstor Kirchner. Hun er også kendt som Cristina Kirchner og uformelt som «La Pingüina» (hunpingvinen, efter hendes mands patagonske oprindelse). 

## Levned
Cristina Fernández studerede retsvidenskab ved Universitetet i La Plata. Der mødte hun medstudenten Néstor Kirchner, som hun giftede sig med den 9. marts 1975. Under det argentinske militærdiktatur] fra 1976 til 1983 udøvede Kirchner-parret deres advokatkarrierer i Río Gallegos. 
Fernández blev i 1970'erne medlem af Peronistpartiet. Efter at ægtemanden Néstor i 1987 blev valgt som borgmester i Río Gallegos, blev også Cristina Fernández politisk aktiv. I årene 1989 og 1993 blev hun valgt og genvalgt til regionalparlamentet for Santa Cruz. I 1995 repræsenterede hun Santa Cruz i repræsentanternes hus i den argentinske kongres, og to år efter blev hun indvalgt i senatet. I 2001 blev hun genvalgt som senator.
I 2003 var Fernández ledende i kampagnen, som førte til, at hendes ægtemand som kandidat for det nystartede parti Frente para la Victoria blev valgt som præsident. Også som argentinsk first lady forblev hun politisk aktiv og blev i 2005 senator for provinsen Buenos Aires. Cristina Fernández blev også en slags rejsende ambassadør for ægtemandens regering. Hendes svært stridbare stil som politisk taler har vundet hende både venner og modstandere; stilen siges at minde flere om Eva Perón. 
Efter at Néstor Kirchner erklærede, at han ville fratræde ved afslutningen af sin anden præsidentperiode, blev Cristina i juli 2007 officielt valgt som det regerende Frente para la Victoria-partis kandidat til Argentinas præsidentvalg i oktober 2007. Hun vandt valget og blev Argentinas anden kvindelige præsident; men hun er den første, som er blevet demokratisk valgt til denne post. Den første, María Estela Martínez de Perón, var også folkevalgt, men som vicepræsident. Hun rykkede ind som præsident, da Juan Domingo Perón døde i 1974. 
Ved præsidentvalget i november 2015 blev den tidligere erhvervsmand og leder af centrum-højre-partiet Propuesta Republicana (PRO) Mauricio Macri valgt til præsident.